# ایگناسیو لا روسا
ایگناسیو لا روسا (انگلیسی: Ignazio La Russa؛ زادهٔ ۱۸ ژوئیهٔ ۱۹۴۷) یک سیاست‌مدار اهل ایتالیا است.